# シンバホールディングス
シンバホールディングス株式会社（英語: Symba Holdings Co.,Ltd.）は、沖縄県浦添市に本社を置くシンバネットワークの持株会社。

## 概要
シンバネットワークの持株会社。2004年にグループ事業持株会社の株式会社信羽として設立されたが、2007年3月に社名変更を行い、持株会社として関連各社の企業統制・経営統括に重点を置き、シンバネットワーク全体の経営戦略や経営資源の最適化を行っている。また、総務・財務面においては、グループ各社の業務を当社へ集約した。
2020年1月、沖縄県に社会人野球クラブチームのシンバネットワークアーマンズベースボールクラブを発足して、日本野球連盟・九州地区連盟に登録した。

## 関連会社
- 株式会社あんしん
- 株式会社デバイス
- 沖縄空輸株式会社
- 株式会社車輛館
- 株式会社太平パルタック　（2007年3月にパルタックへ事業譲渡、提携解消)
- 株式会社宣伝
- 株式会社オー・シー・オー
- 株式会社タダマガ沖縄
- 株式会社西むら本舗
- 株式会社ショップス
- SNソリューション株式会社
- 株式会社SNリアルエステート